# Moon Eui-jae
Moon Eui-jae (in hangŭl: 문의제; 10 febbraio 1975) è un ex lottatore sudcoreano, specializzato nella lotta libera.

## Palmarès

### Olimpiadi
- 2 medaglie:
  - 2 argenti (Sydney 2000 nei 76 kg; Atene 2004 negli 84 kg)

### Mondiali
- 2 medaglie:
  - 2 argenti (Teheran 1998 nei 76 kg; Sofia 2001 nei 76 kg)

### Giochi asiatici
- 2 medaglie:
  - 2 ori (Bangkok 1998 nei 76 kg; Busan 2002 negli 84 kg)